# Bosc-Mesnil
Bosc-Mesnil ist eine französische Gemeinde mit 329 Einwohnern (Stand 1. Januar 2022) im Département Seine-Maritime in der Region Normandie. Sie gehört zum Arrondissement Dieppe und zum Kanton Neufchâtel-en-Bray. Die Einwohner werden Bosc-Mesnillois und Bosc-Mesnilloises genannt.

## Geographie
Bosc-Mesnil liegt im Zentrum des Départements in der Landschaft Pays de Bray, etwa 30 Kilometer nordöstlich von Rouen und etwa 40 Kilometer südöstlich von Dieppe.
Umgeben wird Bosc-Mesnil von den sieben Nachbargemeinden:
|                         | Maucomble                                   | Esclavelles  |
| Saint-Saëns             | Kompassrose, die auf Nachbargemeinden zeigt | Massy        |
| Saint-Martin-Osmonville | Neufbosc                                    | Bradiancourt |

## Bevölkerungsentwicklung
| Jahr      | 1962 | 1968 | 1975 | 1982 | 1990 | 1999 | 2007 | 2014 |
| Einwohner | 229  | 231  | 210  | 174  | 219  | 212  | 255  | 307  |

## Sehenswürdigkeiten
- Der Chor der Kirche Saint-Ouen datiert aus dem 17. Jahrhundert, das Langhaus aus dem 18. Jahrhundert. Die Kirche verfügt über mehrere bemerkenswerte Werke, die von ihrer Vergangenheit zeugen, wie zum Beispiel ein Altarbild aus bemaltem und vergoldetem Holz aus dem 17. Jahrhundert im Barockstil, Chorgestühl mit Miserikordien, Litre funéraire, die Wappen eines Seigneurs darstellen, und Buntglasfenster, die an das Leben früherer Persönlichkeiten des Dorfes erinnern.
- Die Kapelle Notre Dame de Perduville, einem Ortsteil von Bosc-Mesnil, ist die älteste, da bestimmte Elemente ihrer Wände, wie die kleinen schmalen Buchten in der Südwand des Chores, aus dem 11. Jahrhundert stammen. Dank wichtiger Arbeiten im letzten Jahrzehnt des 20. Jahrhunderts konnte sie  gerettet werden. Im Inneren des Chores trägt ein Balken die Jahreszahl 1640, andere weisen Reste von Bemalung auf.